# 阿扎那韋/利托那韋
阿扎那韋/利托那韋（INN:atazanavir/ritonavir ，簡稱ATV/r）是一種複方抗反轉錄病毒藥物，用於治療愛滋病。此藥物是阿扎那韋和利托那韋的組合,可作為另一複方抗反轉錄病毒藥物 - 洛匹那韋/利托那韋的替代藥物。
此藥物透過口服方式給藥。
通常使用阿扎那韋/利托那韋來替代洛匹那韋/利托那韋的原因有：
副作用和耐受性：
阿扎那韋相對於洛匹那韋在副作用上通常表現得更輕微，尤其是在胃腸道症狀、血脂異常以及心血管風險等方面。長期使用洛匹那韋/利托那韋可能會引起較高的血脂、血糖和心血管疾病風險。
與其他藥物的交互作用：
阿扎那韋/利托那韋的藥物交互作用概況通常比洛匹那韋/利托那韋更加簡單，尤其在與某些藥物的交互作用上更易於管理。後者可能會和其他藥物發生較為複雜的交互作用，特別是某些心臟病藥物、抗癲癇藥物等。
免疫學效果：
雖然兩者都能有效抑制愛滋病毒，臨床研究顯示阿扎那韋/利托那韋在某些情況下能更好保持免疫功能，尤其是在治療初期或對其他治療方案無效的情況下。
便捷性和患者依從性：
阿扎那韋/利托那韋的劑型和服用頻率（每日服用一次）有時比洛匹那韋/利托那韋（每日服用二次）更便捷，對患者的用藥依從性有幫助。

## 醫療用途
此複方藥供治療愛滋病之用。
這種複方劑中的利托那韋是一種強效的肝臟酵素抑制劑（蛋白酶抑制劑），透過抑制此種會代謝阿扎那韋的肝臟酵素，可降低阿扎那韋在體內的代謝速率，進而提高使用者血中濃度，將藥效延長。
阿扎那韋與愛滋病毒蛋白酶的活性位點結合，阻止其將病毒蛋白的前體切割成病毒的工作機制。如果愛滋病毒蛋白酶不能發揮作用，病毒就没傳染性，也不會產生成熟的病毒。
雖然利托那韋也是一種蛋白酶抑制劑，但現在的主要作用是增強其他蛋白酶抑制劑的效力。

## 副作用
使用此複方藥後的副作用通常很小，包括有腹痛、腹瀉、黃疸、肌肉痛和頭痛。有肝病個體應在醫師密切監控下使用。

## 特定群體

### 懷孕
個體於懷孕期間使用似乎對胎兒無安全顧慮。

### 母乳哺育
阿扎那韋與利托那韋均會有少量滲入使用者分泌的乳汁中。
為降低透過母乳傳播愛滋病毒的風險，已感染愛滋病的個體應停止進行母乳哺育。

## 歷史
此複方藥於2012年在印度獲准用作醫療用途。美國食品藥物管理局（FDA）於2017年1月根據美國總統愛滋病緊急救援計畫（PEPFAR），暫時批准一系列創新的抗逆轉錄病毒藥物組合和劑型，阿扎那韋/利托那韋也包含在核准名單之中。迄2019年8月，此藥物尚未取得FDA的核准。
此複方藥已被世界衛生組織基本藥物標準清單納入。